# Liste der Monuments historiques in Simandre-sur-Suran
Die Liste der Monuments historiques in Simandre-sur-Suran führt die Monuments historiques in der französischen Gemeinde Simandre-sur-Suran auf.

## Liste der Bauwerke
| Bezeichnung        | Beschreibung | Standort | Kennzeichnung | Schutzstatus | Datum | Bild           |
| ------------------ | ------------ | -------- | ------------- | ------------ | ----- | -------------- |
| Menhir Pierrefiche | Neolithikum  | (Lage)   | PA00116580    | Classé       | 1888  | weitere Bilder |